# Лі Є Ра
Лі Є Ра (кор. 이예라, нар. 14 вересня 1987) — колишня південнокорейська тенісистка. Найвищу одиночну позицію світового рейтингу — 178 місце досягла 22 вересня 2008, парну — 215 місце — 11 лютого 2008 року. Здобула 10 одиночних та 8 парних титулів туру ITF.

## Фінали ITF
| турніри $100,000 |
| турніри $75,000  |
| турніри $50,000  |
| турніри $25,000  |
| турніри $10,000  |

### Одиночний розряд: 14 (10–4)
| Результат | Ранг | Дата              | Турнір                      | Покриття  | Суперниця        | Рахунок            |
| --------- | ---- | ----------------- | --------------------------- | --------- | ---------------- | ------------------ |
| Перемога  | 1.   | 1 листопада 2004  | ITF Маніла, Філіппіни       | Ґрунт (i) | Hee Sun Lyoo-Suh | 6–3, 6–2           |
| Перемога  | 2.   | 8 листопада 2004  | ITF Manila                  | Ґрунт (i) | Аю Фані Дамаянті | 6–0, 1–0 ret.      |
| Перемога  | 3.   | 22 лютого 2005    | ITF Бендіго, Австралія      | Тверде    | Шейна Макдауелл  | 6–3, 6–2           |
| Поразка   | 4.   | 1 травня 2007     | ITF Інчхон, Південна Корея  | Тверде    | Регіна Куликова  | 3–6, 6–2, 3–6      |
| Поразка   | 5.   | 19 листопада 2007 | ITF Маунт-Гамбір, Австралія | Тверде    | Моніка Нікулеску | 3–6, 1–6           |
| Перемога  | 6.   | 9 листопада 2009  | ITF Маніла, Філіппіни       | Тверде    | Ю Мі             | 6–4, 6–6 ret.      |
| Перемога  | 7.   | 26 квітня 2010    | ITF Кімчхон, Південна Корея | Ґрунт     | Кім На Рі        | 6–2, 7–5           |
| Перемога  | 8.   | 17 травня 2010    | ITF Сунчхан, Південна Корея | Тверде    | Кім На Рі        | 7–5, 6–1           |
| Поразка   | 9.   | 16 травня 2011    | ITF Коян, Південна Корея    | Тверде    | Шанель Сіммондс  | 7–6, 1–6, 6–7      |
| Перемога  | 10.  | 10 червня 2013    | ITF Gimcheon                | Тверде    | Кім На Рі        | 6–7(5–7), 6–2, 6–0 |
| Перемога  | 11.  | 17 червня 2013    | ITF Gimcheon                | Тверде    | Yoo Mi           | 6–2, 2–6, 6–4      |
| Перемога  | 12.  | 16 червня 2014    | ITF Gimcheon                | Тверде    | Чхой Чі Хі       | 6–2, 6–2           |
| Перемога  | 13.  | 23 червня 2014    | ITF Gimcheon                | Тверде    | Чхой Чі Хі       | 6–1, 7–5           |
| Поразка   | 14.  | 31 травня 2015    | ITF Чханвон, Південна Корея | Тверде    | Крісті Ан        | 3–6, 2–3 ret.      |

### Парний розряд: 14 (8–6)
| Результат | Ранг | Дата              | Турнір                       | Покриття  | Партнерка      | Суперниці                      | Рахунок            |
| --------- | ---- | ----------------- | ---------------------------- | --------- | -------------- | ------------------------------ | ------------------ |
| Перемога  | 1.   | 1 листопада 2004  | ITF Маніла, Філіппіни        | Ґрунт (i) | Kim Hae-sung   | Аю Фані Дамаянті Септі Менде   | 7–6(7–2), 1–6, 6–0 |
| Поразка   | 2.   | 13 грудня 2004    | ITF Джакарта, Індонезія      | Тверде    | Чан Кйон Мі    | Yoo Mi Юлія Єфремова           | 3–6, 3–6           |
| Поразка   | 3.   | 13 червня 2005    | ITF Інчхон, Південна Корея   | Тверде    | Choi Jin-young | Чжань Цзіньвей Сє Шувей        | 2–6, 6–7           |
| Перемога  | 4.   | 13 лютого 2007    | ITF Мельбурн, Австралія      | Ґрунт     | Хванг І-Хсюань | Нацумі Хамамура Моріта Аюмі    | 6–2, 6–1           |
| Перемога  | 5.   | 6 березня 2007    | ITF Гамільтон, Нова Зеландія | Тверде    | Танака Марі    | Емелін Старр Дженні Свіфт      | 6–2, 6–4           |
| Поразка   | 6.   | 31 березня 2008   | ITF Пелам, США               | Ґрунт     | Ремі Тедзука   | Міхаела Паштікова Аша Ролле    | 5–7, 2–6           |
| Перемога  | 7.   | 9 листопада 2009  | ITF Manila                   | Тверде    | Kim Sun-jung   | Yoo Mi Хан На Ле               | 6–4, 4–6, [10–6]   |
| Поразка   | 8.   | 23 травня 2010    | ITF Сунчхан, Південна Корея  | Тверде    | Chang Kyung-mi | Кім Кеон Хі Ю Мін Хва          | 7–6, 4–6, [4–10]   |
| Перемога  | 9.   | 26 листопада 2012 | ITF Бангкок, Таїланд         | Тверде    | Кім На Рі      | Напатсакорн Санкаев Ян Цзясянь | 6–1, 4–6, [10–7]   |
| Поразка   | 10.  | 3 грудня 2012     | ITF Bangkok                  | Тверде    | Кім На Рі      | Ван Яфань Сінь Вень            | 5–7, 5–7           |
| Перемога  | 11.  | 10 червня 2013    | ITF Кімчхон, Південна Корея  | Тверде    | Кім На Рі      | Чан Су Джон Ріко Саваянагі     | 6–3, 6–3           |
| Поразка   | 12.  | 29 травня 2014    | ITF Чханвон, Південна Корея  | Тверде    | Kim So-jung    | Чжуан Цзяжун Намігата Дзюнрі   | 6–7, 0–6           |
| Перемога  | 13.  | 16 червня 2014    | ITF Gimcheon                 | Тверде    | Kim So-jung    | Чхой Чі Хі Lee Hye-min         | 6–3, 6–1           |
| Перемога  | 14.  | 23 червня 2014    | ITF Gimcheon                 | Тверде    | Kim So-jung    | Чхой Чі Хі Ніномія Макото      | 7–5, 2–6, [11–9]   |